# Horama
Horama Hübner, 1819 è un genere di lepidotteri, appartenente alla famiglia Erebidae, diffuso in America Settentrionale, Centrale e Meridionale.